# 张俊九
张俊九（1940年8月—），安徽阜南人，中华人民共和国政治人物。
1964年11月，加入中国共产党。早年毕业于北京工业学院，后进入第五机械工业部工作。1984年，升任兵器工业部第617厂(现中国兵器内蒙古第一机械制造集团)副厂长、厂长。1988年，升任中国北方工业集团副总经理。1993年，升任中国兵器工业总公司总经理。1998年，升任国防科学技术工业委员会副主任。1999年，改任全国总工会副主席。